# Káptalantóti
Káptalantóti es un pueblo ubicado en el distrito de Tapolca, en el condado de Veszprém, Hungría.

## Superficie
Posee una superficie de 11,73 kilómetros cuadrados.

## Demografía
Hasta 2019 la población era de 477 habitantes, con una densidad de población de 40,66 habitantes por kilómetro cuadrado.